# De Koninklijke Banneling
De Koninklijke Banneling is het eerste deel in de fantasyserie De Kronieken van Valisar geschreven door de Australische schrijfster Fiona McIntosh. Het werd voor het eerst gepubliceerd in september 2008 door HarperVoyager en werd vervolgd in Het Bloed van de Tiran.

## Inhoud
Het boek volgt het verhaal van Leo, de jonge Valisarse erfprins wiens wereld is verwoest door de Barbaar Loethar, die zichzelf tot keizer heeft gekroond van de veroverde Bond.
Geleid door Loethar, een ambitieuze en rusteloze tiran, verenigen de legers van de Steppen zich onder één enkele vlag en met slechts één doel: de verwoesting van de Bond en het Koninkrijk Penraven.
Loethar kijkt vooral uit naar de ondergang van Penraven, want het grootste en machtigste rijk in de Bond zou volgens de geruchten beschikken over een bijna mythische kracht die schuilt in iedere telg van het Huis Valisar. Een macht die inhoudt dat de Valisars hun wil kunnen opleggen aan ieder levend wezen. Loethar is ervan overtuigd dat hij met die kracht onverslaanbaar zal zijn.

## Personages
- Prins Leonel (Leo): de eerstgeborene van Brennus en Iselda. Aan het begin van het boek is Leo redelijk naïef over de wereld om zich heen, maar dat verandert na de dood van zijn ouders en de val van Penraven. Gevolgd door Gravriel De Vis gaat Leo zijn lot tegemoet: namelijk vluchten van de barbaar Loethar om genoeg volgelingen te ronselen om toch op de troon plaats te kunnen nemen.
- Prince Priven: een geadopteerde zoon van Brennus en Iselda. Priven lijkt autistisch te zijn en wordt dan ook door zijn omgeving als 'achterlijk en onbelangrijk' bestempeld. Na de verovering van Loethar wordt hij diens lievelingsspeeltje.
- Koning Brennus de 8ste: de 8ste koning van de Valisars. Brennus doodde zichzelf om Leo de kans te geven te ontsnappen.
- Koningin Iselda: vrouw van Brennus en de moeder van Leo. Ze is de dochter van de Romeaanse prins Romea van Galinsië. Na de verovering van Loethar vraagt ze haar assistent Vries om haar te doden om zo zijn geloofwaardigheid bij Loethar te versterken.
- Gemachtigde Regor De Vis: de rechterhand van de koning en vader van Gavriel en Corbel. Regor was een vriendelijk man die erg trouw was aan de koning van Penraven. Hij stierf door de hand van Loethar zelf.
- Gavriel (Gav) De Vis: de eerstgeborene van Gemachtigde De Vis en de tweelingbroer van Corbel. Hij is de kampioen van het cohort en een van de beste zwaardvechters. Na de dood van de koning en de verovering van Loethar wordt Gavriel aangesteld om de jonge koning Leo te helpen ontsnappen uit het paleis van Penraven.
- Corbel (Corb) De Vis: de tweelingbroer van Gavriel. Er is niet zoveel bekend over Corb, maar voor het grootste deel komt hij dan ook niet voor in De Koninklijke Banneling. Aan het begin kreeg hij wel de opdracht de pasgeboren dochter van koning Brennus om het leven te brengen, waarna hij werd weggestuurd om een mysterieuze opdracht te vervullen.
- Loethar: de Stammenleider. Zijn grootste wens is het koninkrijk Penraven te onderwerpen en de mysterieuze macht van de Valisars eigen te maken.
- Valya van Droste: de minnares van Loethar. Ze is tevens het brein achter de hele campagne.
- Dara Negev: de moeder van Loethar. Ze is wreed van nature en keurt de relatie tussen Valya en haar zoon af.
- Genrie: de huismeid. Ze houdt van Vries maar lijkt ook gebonden aan Gavriel.
- Vries: de assistent van koningin Iselda. Minnaar van Genrie. Vries is een raadselachtig personage en is op het eerste gezicht corrupt, maar aan de andere kant lijkt hij toch in het voordeel van Penraven te handelen. Het is zijn doel om koning Leo op de troon te krijgen zonder dat de barbaar Loethar hier iets van weet.
- Clovis: een meesterwaarzegger uit Vorgaven. Hij wordt door de barbaren opgetrommeld omdat hij een begiftigde is en treedt later in dienst van Vries.
- Kirrin: Een begiftigde. Hij is in staat om te Schouwen, een zeldzaam talent. Hij treedt samen met Clovis in dienst van Vries.

## Ontvangst
De Koninklijke Banneling werd over het algemeen goed ontvangen, met veel reviews die wijzen op McIntosh' strakke gebruik van proza, een evolutie die duidelijk zichtbaar is in haar vier fantasy trilogies.
De auteur zelf heeft ook gezegd dat De Kronieken van Valisar tot dusver haar lievelingsserie is en tevens de populairste.
Robin Hobb, een van de bekendste schrijfsters van fantasy, noemde het boek Het aangezicht van twee werelden.